# Jumellea stenophylla
Jumellea stenophylla är en orkidéart som först beskrevs av Charles Frappier och Eugène Jacob de Cordemoy, och fick sitt nu gällande namn av Rudolf Schlechter. Jumellea stenophylla ingår i släktet Jumellea och familjen orkidéer.
Artens utbredningsområde är Réunion. Inga underarter finns listade i Catalogue of Life.